# Referendum v Maďarsku 2016
Referendum v roce 2016 v Maďarsku, hovorově maďarsky kvótanépszavazás, tedy „referendum o kvótách“, které se konalo v neděli 2. října 2016, bylo již sedmé celostátní referendum od roku 1989. Vyšlo z iniciativy současné vlády Viktora Orbána kvůli vývoji migrační krize v Evropě. Cílem iniciátorů referenda bylo zabránit zavedení opatření Evropské komise na automatické rozdělování migrantů v Maďarsku.
Jelikož se referenda zúčastnilo jen 44 % oprávněných voličů, bylo prohlášeno za neplatné a pro maďarský parlament má tedy pouze doporučující charakter. I přesto se ale v tomto lidovém hlasování vyslovilo proti kvótám 3 362 224 voličů, což je o zhruba 200 000 více, než kolik občanů hlasovalo pro vstup Maďarska do Evropské unie v referendu roku 2003.

## Iniciativa
Dne 24. února 2016 svolal Viktor Orbán mimořádnou tiskovou konferenci, na níž oznámil, že vláda bude iniciovat referendum proti přesídlovacím kvótám doporučeným Evropskou komisí. Předpokládané náklady na referendum jsou kolem 4,9 miliard forintů.
Dne 10. května 2016 maďarský parlament ve zrychleném konání schválil vyhlášení referenda. Ze 140 přítomných poslanců jich 135 hlasovalo PRO, poslanci za vládní platformu Fidesz (101 hlasů) a KDNP (15 hlasů), ke kterým se přidala frakce opoziční strany Jobbik (19 hlasů). PROTI bylo 5 nezařazených poslanců Gábor Fodor (MLP), Péter Kónya (nestraník), Szabolcs Szabó (E14), Tímea Szabó (PM), Zsuzsanna Szelényi (E14).  
Prezident republiky János Áder vyhlásil oficiální datum referenda na 2. říjen 2016.

## Otázka
- maďarsky : Akarja-e, hogy az Európai Unió az Országgyűlés hozzájárulása nélkül is előírhassa nem magyar állampolgárok Magyarországra történő kötelező betelepítését?
- překlad : Zdali chcete, aby Evropská unie i bez souhlasu Zemského sněmu mohla předepisovat povinné přesídlování nemaďarský občanů do Maďarska?

## Kampaň

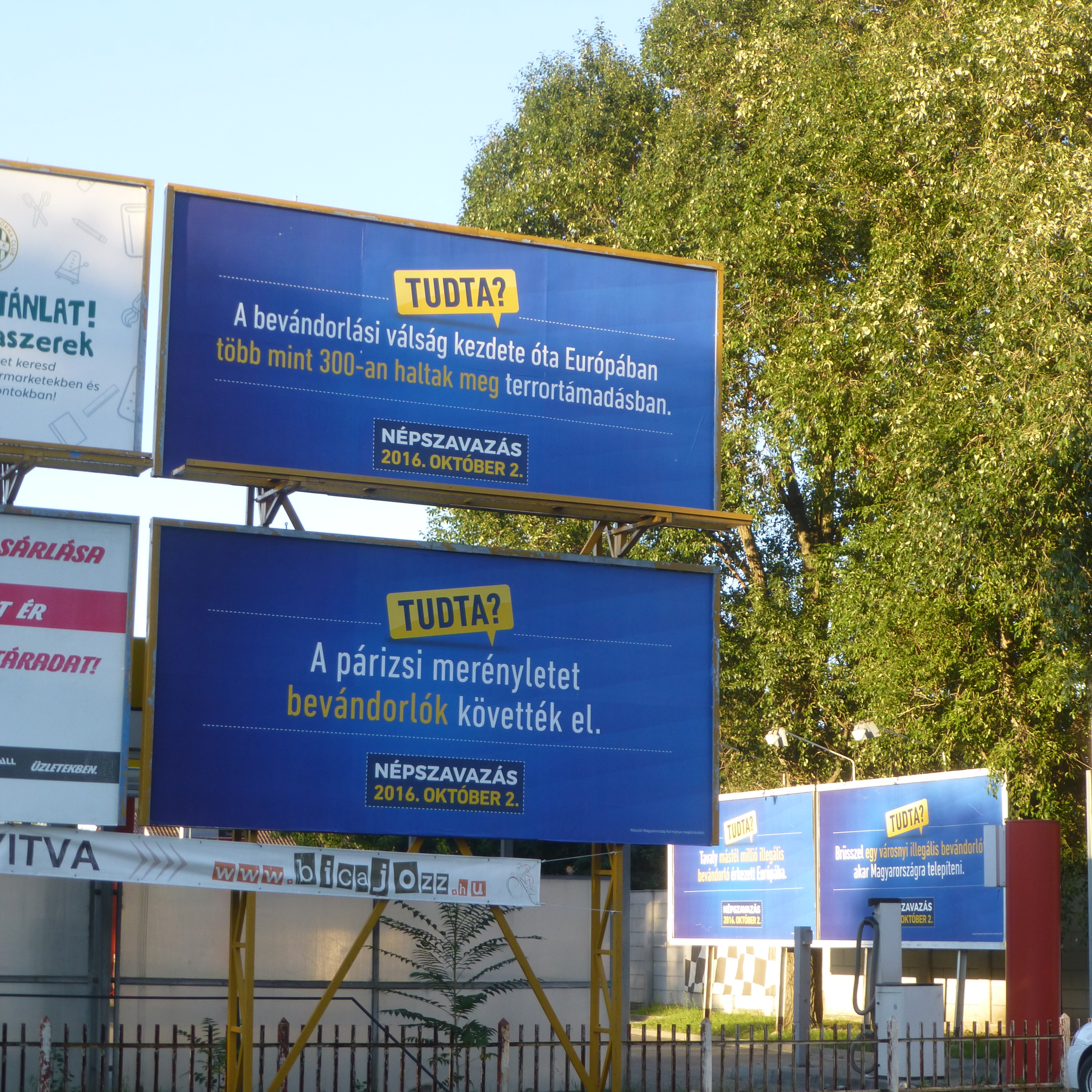
Vládní billboardová kampaň v jihomaďarském Szegedu

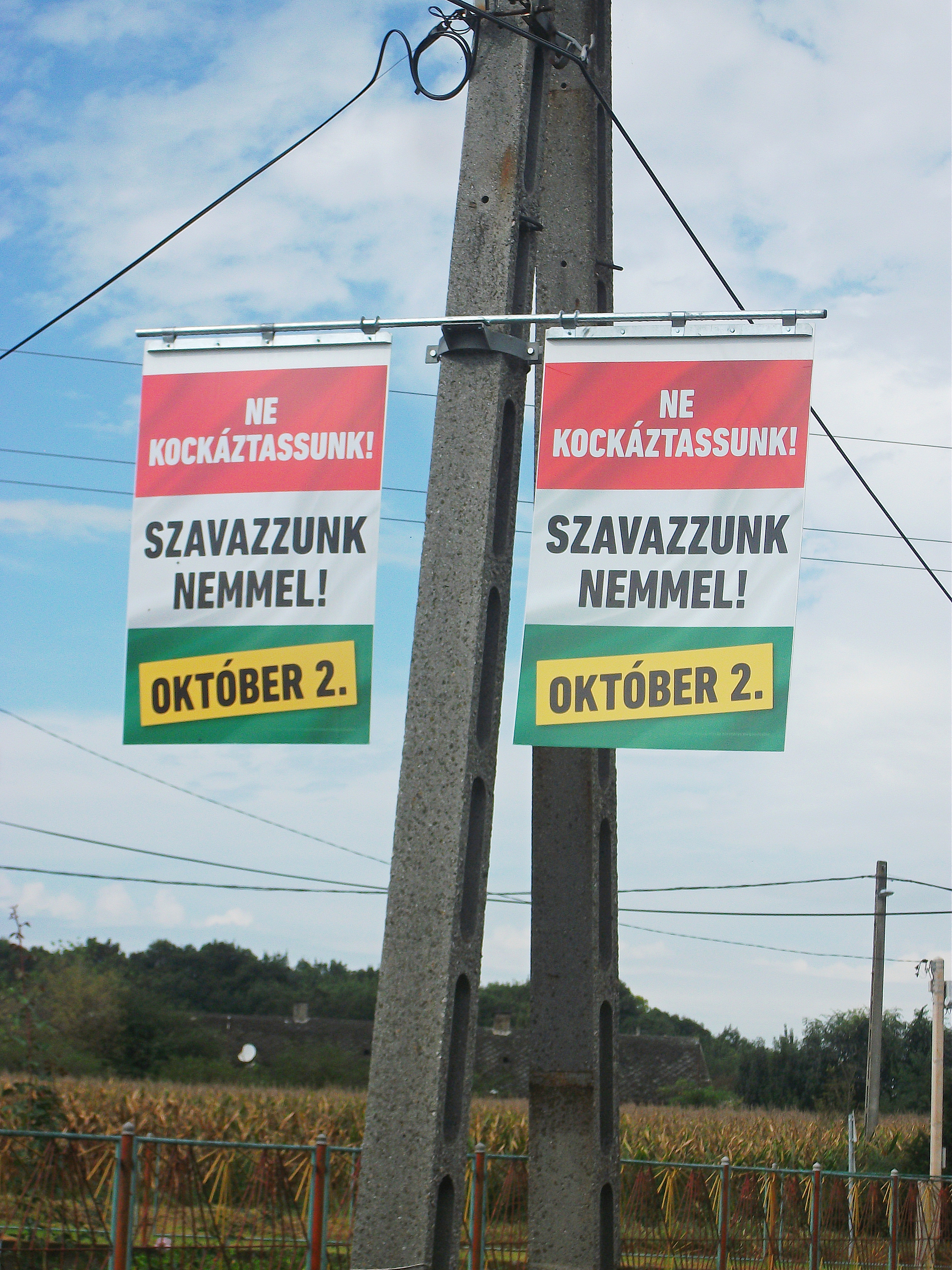
Vládní kampaň v Zichyújfalu

Referendum má tři možnosti výsledku:
- v hlasování zvítězí ANO
- v hlasování zvítězí NE
- hlasování bude neplatné (účast pod 50% oprávněných voličů)

### ANO
- Gábor Fodor, Maďarská liberální strana (MLP)[5]
- Guy Verhofstadt, Aliance liberálů a demokratů pro Evropu (ALDE)[6]

### NE
- Fidesz - Maďarská občanská unie (Fidesz) — Křesťanskodemokratická lidová strana (KDNP)
  - János Lázár, ministr: "Není možné ustoupit z toho práva, že Maďaři rozhodují, kdo může vkročit do této země."[7]
  - Maďarská vláda: "Místo Bruselu, pouze Maďaři mohou rozhodovat, s kým chtějí žít v jedné zemi."[3]
    - Vládní billboardová kampaň s texty (v českém překladu): 
      - Věděl jste, že pařížské atentáty spáchali přistěhovalci?
      - Věděl jste, že jen z Libye chce do Evropy přijít zhruba jeden milión lidí?
      - Věděl jste, že loni přišlo do Evropy půl druhého miliónu ilegálních migrantů?
      - Věděl jste, že od začátku migrační krize v Evropě skokově roste počet případů obtěžování žen?
      - Věděl jste, že od začátku migrační krize v Evropě zemřelo více než 300 lidí při teroristických útocích?
- Hnutí za lepší Maďarsko (Jobbik)[8]
- Klub mladých rodin (Fiatal Családosok Klubja)
- Maďarská dělnická strana (MMP)[9]
- Magyar Gazdakörök és Gazdaszövetkezetek Országos Szövetsége[10]
- Politika může být jiná (LMP)
  - József Gál, mluvčí: "LMP svým sympatizantům radí, aby se nezúčastnili referenda o kvótách, pokud však hlasovat půjdou, naše strana doporučuje, aby hlasovali NE."[11]
- Strana nezávislých malorolníků (FKGP)
- Strana maďarské spravedlnosti a života (MIÉP)[12]
- Strana maďarskej komunity – Magyar Közösség Pártja (SMK-MKP)
- Sedmihradská maďarská lidová strana (Erdélyi Magyar Néppárt, EMNP)[13]
- Sedmihradská maďarská národní rada (Erdélyi Magyar Nemzeti Tanács, EMNT)[14]
- Sikulská národní rada (Székely Nemzeti Tanács)
- Zemský svaz dělnických rad (Munkástanácsok Országos Szövetsége)[15]
- Civil Összefogás Fórum (CÖF)[16]
- Vajdasági Magyar Szövetség (VMSZ)[17]

### Odevzdání neplatného hlasu

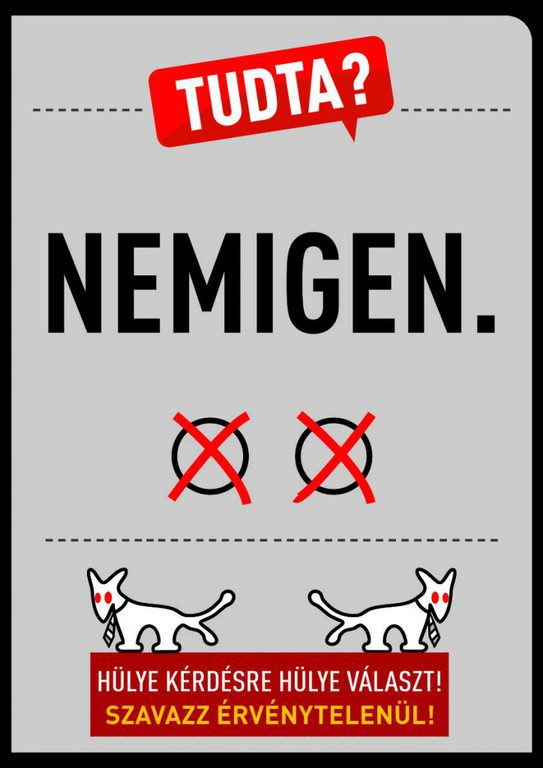
Kampaň Strany maďarského dvouocasého psa k odevzdání neplatného hlasu

- Maďarský helsinský výbor (Magyar Helsinki Bizottság)
- Strana maďarského dvouocasého psa (MKKP)
- Társaság a Szabadságjogokért

### Bojkot referenda
- Demokratická koalice (DK)
  - Csaba Molnár, poslanec: "Demokratická koalice bude bojkotovat toto protievropské referendum. Nabádáme každého proevropsky smýšlejícího Maďara, aby zůstal vzdálen protievropskému referendu. Zdržení se je také hlas: Kdo se zdrží, ten hlasuje pro Evropu."[18]
- Dialog za Maďarsko (PM)[4]
- Maďarská socialistická strana (MSZP)[19]
- Modern Magyarország Mozgalom (MoMa)
- Společně 2014 (Együtt – a Korszakváltók Pártja)[20]

## Průzkumy
| Datum                 | "ANO" | "NE" | Nerozhodnuto | Účast | Vzorek | Agentura   | Způsob      |
| --------------------- | ----- | ---- | ------------ | ----- | ------ | ---------- | ----------- |
| 30. září 2016         | 5%    | 70%  | 16%          | 51%   | 1.000  | Republikon | osobně      |
| 15. září 2016         | 4%    | 73%  | 17%          | 48%   | 1.000  | Republikon | osobně      |
| 10. září 2016         | 3%    | 78%  | 19%          | 55%   | 1.000  | Századvég  | telefonicky |
| 15.–22. srpen 2016    | 15%   | 67%  | 18%          | 53%   | 1,000  | Publicus   | telefonicky |
| srpen 2016            | 13%   | 71%  | 16%          | 43%   | N/A    | Tárki      | N/A         |
| 29.–31. červenec 2016 | 7%    | 74%  | 19%          | 42%   | 1,000  | Republikon | osobně      |
| 25.–31. červenec 2016 | 9%    | 77%  | 14%          | 53%   | 1,000  | ZRI        | telefonicky |
| 1.–6. červenec 2016   | 18%   | 64%  | 18%          | 50%   | 1,000  | Publicus   | telefonicky |
| 13.–19. květen 2016   | 23%   | 77%  | 0%           | 62%   | 1,000  | Nézőpont   | telefonicky |
| 11.–15. květen 2016   | 11%   | 87%  | 2%           | 54%   | ~1,000 | Századvég  | telefonicky |
| 24.–26. únor 2016     | 10%   | 84%  | 6%           | N/A   | 500    | Századvég  | telefonicky |

## Výsledky

### Volební účast

Mapa volební účasti podle maďarských žup

Tabulka s časovými údaji o volební účasti nezahrnuje hlasující mimo území Maďarska.
| Čas   | Počet hlasujících | Procento hlasujících |
| ----- | ----------------- | -------------------- |
| 7:00  | 92 524            | 1,16 %               |
| 9:00  | 578 666           | 7,25 %               |
| 11:00 | 1 307 276         | 16,37 %              |
| 13:00 | 1 881 856         | 23,56 %              |
| 15:00 | 2 448 614         | 30,66 %              |
| 17:30 | 3 185 343         | 39,88 %              |
| 19:00 | 3 506 614         | 43,91 %              |

### Definitivní výsledky

Výsledky referenda podle maďarských žup

| Lidové hlasování o povinných přesídlovacích kvótách (2. říjen 2016) |           |          |
| Počet oprávněných voličů                                            | 8 272 625 | 100 %    |
| Počet hlasujících                                                   | 3 646 334 | 44,08 %  |
| - Neplatné hlasy                                                    | 224 668   | 6,17 %   |
| - Platné hlasy                                                      |           |          |
| Hlasující                                                           | počet     | procenta |
| ANO                                                                 | 56 163    | 1,64 %   |
| NE                                                                  | 3 362 224 | 98,36 %  |
| CELKEM                                                              | 3 418 387 | 100 %    |